# Bandera de la Isla de Man
La bandera de la Isla de Man es una enseña roja y con un trisquel en el centro. El trisquel es un emblema celta llamado también las tres piernas de Man que está formado por la unión de tres extremidades inferiores unidas por la zona de la cadera y flexionadas por la rodilla. Los dedos de los pies deben señalar el sentido de las agujas del reloj. Esta es una versión del símbolo de Sol o esvástica usada por muchas civilizaciones antiguas.
Esta bandera es similar a la de Sicilia, mientras que la civil incluye la Bandera de la Unión.

## Galería

Bandera civil de la Isla de Man
Estandarte del vicegobernador
Bandera del Tynwald (Parlamento de la Isla de Man)

- Datos: Q186226
- Multimedia: National flag of the Isle of Man / Q186226